# كاران كول
كاران كول (24 أبريل 1990 في الهند - ) هو لاعب كريكت هندي. شارك مع منتخب كينيا الوطني للكريكت.

## وصلات خارجية
- كاران كول على موقع إي آس بي آن كريك إنفو (الإنجليزية)